# さそり座
さそり座（さそりざ、ラテン語: Scorpius）は、現代の88星座の1つで、プトレマイオスの48星座の1つ。黄道十二星座の1つで、サソリをモチーフとしている。北半球では夏の大三角と共に夏の夜空の見どころとして親しまれている。全天に21個ある1等星の1つ α星アンタレスを始め、数多くの明るく見える星が天の川の濃い領域を跨ぐようにS字型を描いて並んでおり、古代ギリシアの文献では「全天で最も明るい星座」と呼ばれていた。
古代ギリシア・ローマの伝承では、神の命令で狩人オーリーオーンを刺し殺したサソリの姿であるとされる。また日本では、瀬戸内海沿岸や太平洋沿岸の各地に数多くの地方名が伝わっている。

## 特徴

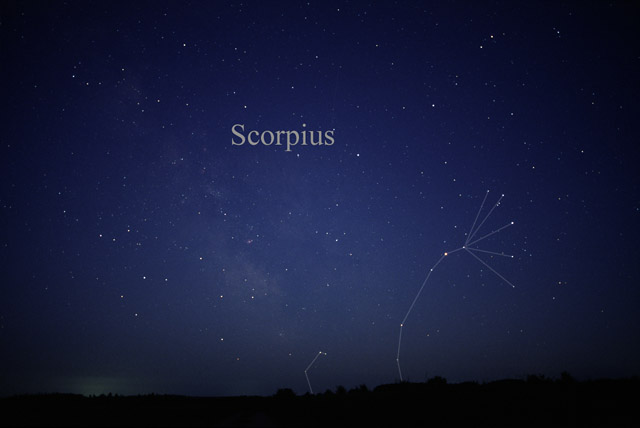
2004年7月16日に撮影されたさそり座の全景。北半球の高緯度で撮影されたため、赤緯−40°より南にある星は地平線の下に隠れている。

北東をいて座、北をへびつかい座、北西をてんびん座、南西をおおかみ座とじょうぎ座、南をさいだん座、南東をみなみのかんむり座に囲まれている。20時正中は7月下旬頃、北半球では夏の星座とされ、仲冬から中秋にかけて観ることができる。天の赤道から少し南の赤緯−8°.3を北端としているため、人類が居住しているほぼ全ての地域から星座の一部を観ることができる。一方、南端は−45°.8 と天の南極に近いため、北緯44°以北の地域からは星座の全体を観ることができない。黄道十二星座に数えられるように領域内を黄道が通っているが、太陽がこの星座の領域にあるのは11月の最終週頃の1週間程度の期間だけである。

## 由来と歴史
さそり座の起源は古代メソポタミアに遡るとされる。黄道十二星座の中でも分点・至点に近い位置にあったおうし座・しし座・さそり座・みずがめ座の4星座は他の8星座よりも早い時期に考案されたと考えられており、これらの星座はシュメールもしくは初期エラムで成立したと見られている。紀元前1000年頃に編纂されたと見られる星表が記述された古代メソポタミアの粘土板資料『ムル・アピン』には、現在のさそり座の原型となるサソリやサソリの尾のアステリズムが記されていた。このサソリの意匠が地中海世界に伝わった正確な時期は不明だが、『ムル・アピン』が作られた頃から程なくしてギリシアに伝わり受容されたと考えられている。アメリカの研究者テオニー・コンドス (Theony Condos) によると、ギリシア文学におけるさそり座への言及は紀元前5世紀頃の天文学者テネドスのクレオストラトスまで遡るとされる。
古代ギリシアでは、現在のてんびん座の星々もさそり座の一部とされていた。紀元前3世紀後半の天文学者エラトステネースの天文書『カタステリスモイ (古希: Καταστερισμοί)』や1世紀初頭の古代ローマの著作家ヒュギーヌスの『天文学について (羅: De Astronomica)』では、さそり座は黄道十二宮で2つの宮にまたがっており、1つはサソリの爪、1つはサソリの体と尾であるとしている。この「サソリの爪」は現在のてんびん座に当たり、その名残はてんびん座のα・β・γの固有名に残る「爪」を意味する言葉に見ることができる。エラトステネースとヒュギーヌスは、サソリの胴体の部分に15個の星があるとした。またエラトステネースは、さそり座で最も明るい星は北の爪の明るい星（現在のてんびん座α）であるとしていた。

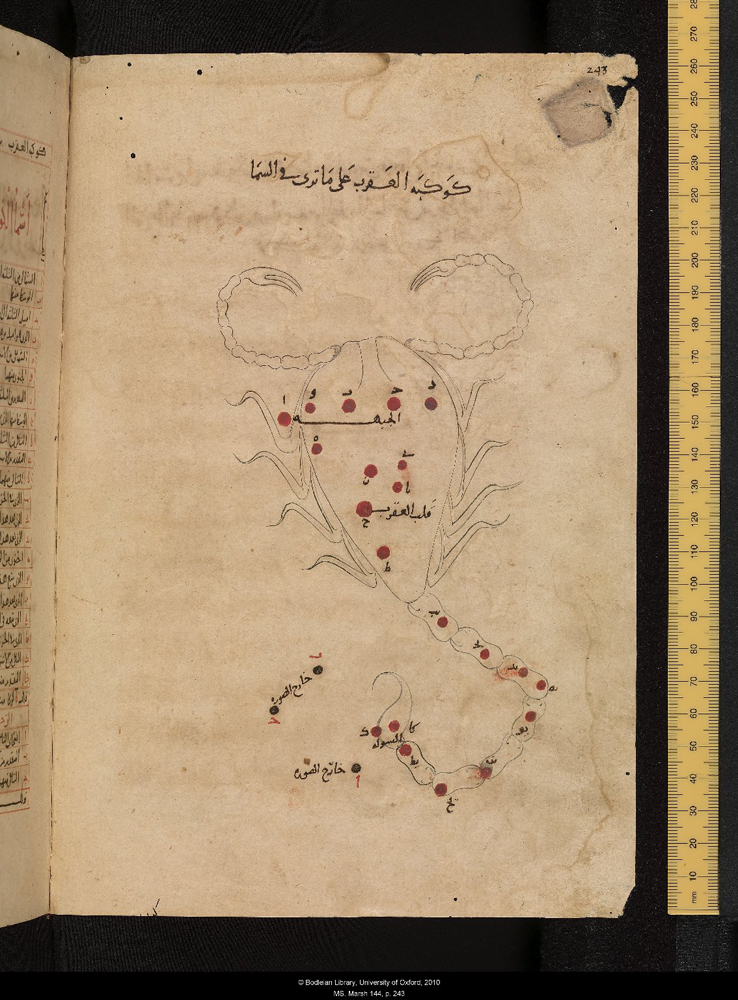
アッ＝スーフィー『星座の書』の写本 (1009-1010) に描かれたさそり座。

帝政ローマ期2世紀頃のクラウディオス・プトレマイオスは、天文書『マテーマティケー・シュンタクシス (古希: Μαθηματικὴ σύνταξις)』、いわゆる『アルマゲスト』の中で、さそり座に対して Σκορπίος という名称を用い、星座を形作る星が21個、「星座を作らない星 (羅: amorphotoi)」が3個あるとした。『アルマゲスト』を元に10世紀頃のイラン・ブワイフ朝の天文学者アブドゥッ＝ラフマーン・アッ＝スーフィーが著した天文書『星座の書 (كتاب صور الكواكب الثابتة Kitāb ṣuwar al-kawākib aṯ-ṯābita / al-thābita)』では、「さそり」を意味する al-ʻAqrab という名称が使われ、『アルマゲスト』と同じく星座を作る星が21個、星座を形作らない星が3個あるとされた。

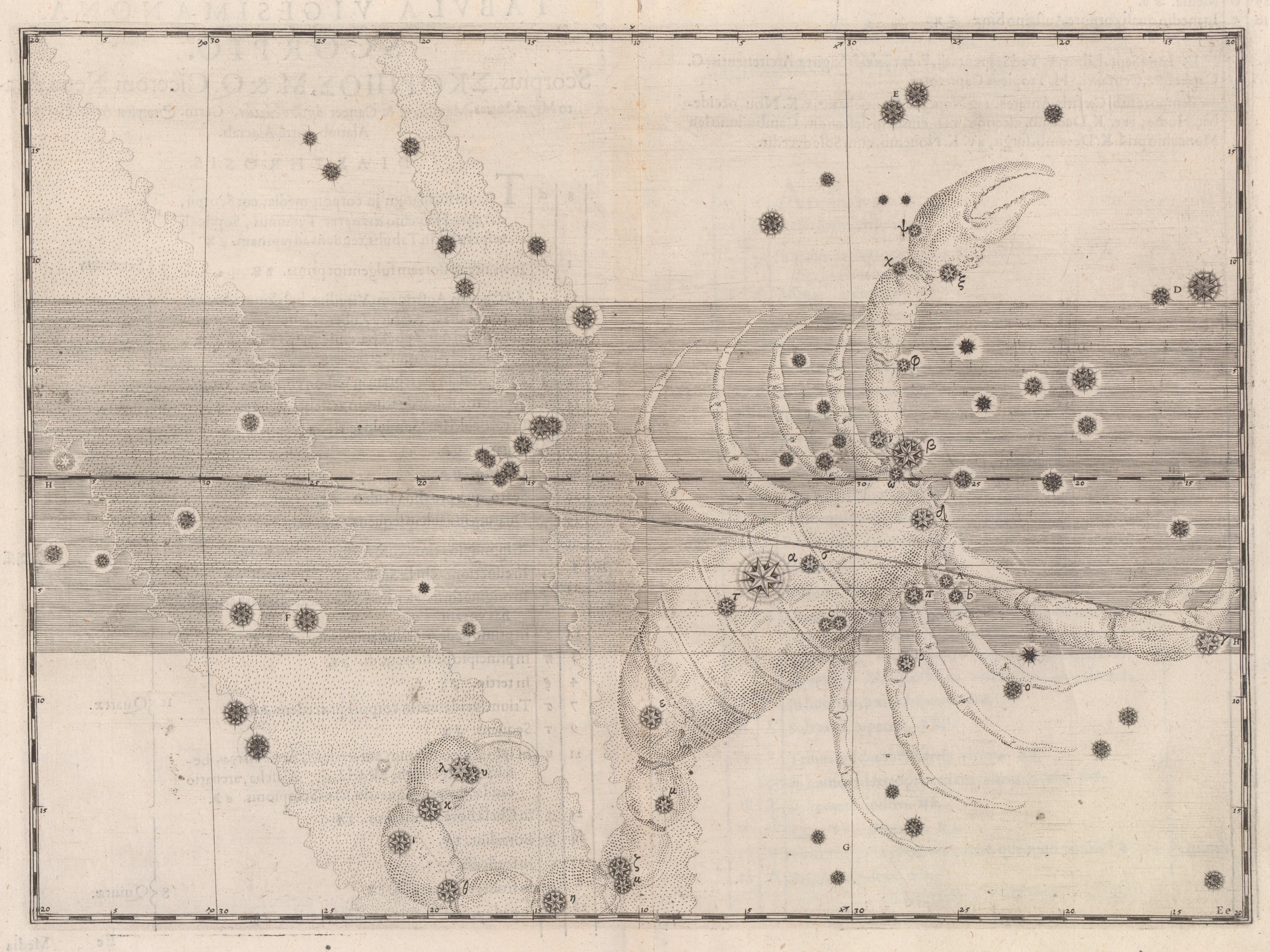
ヨハン・バイエル『ウラノメトリア』(1603) に描かれたさそり座。

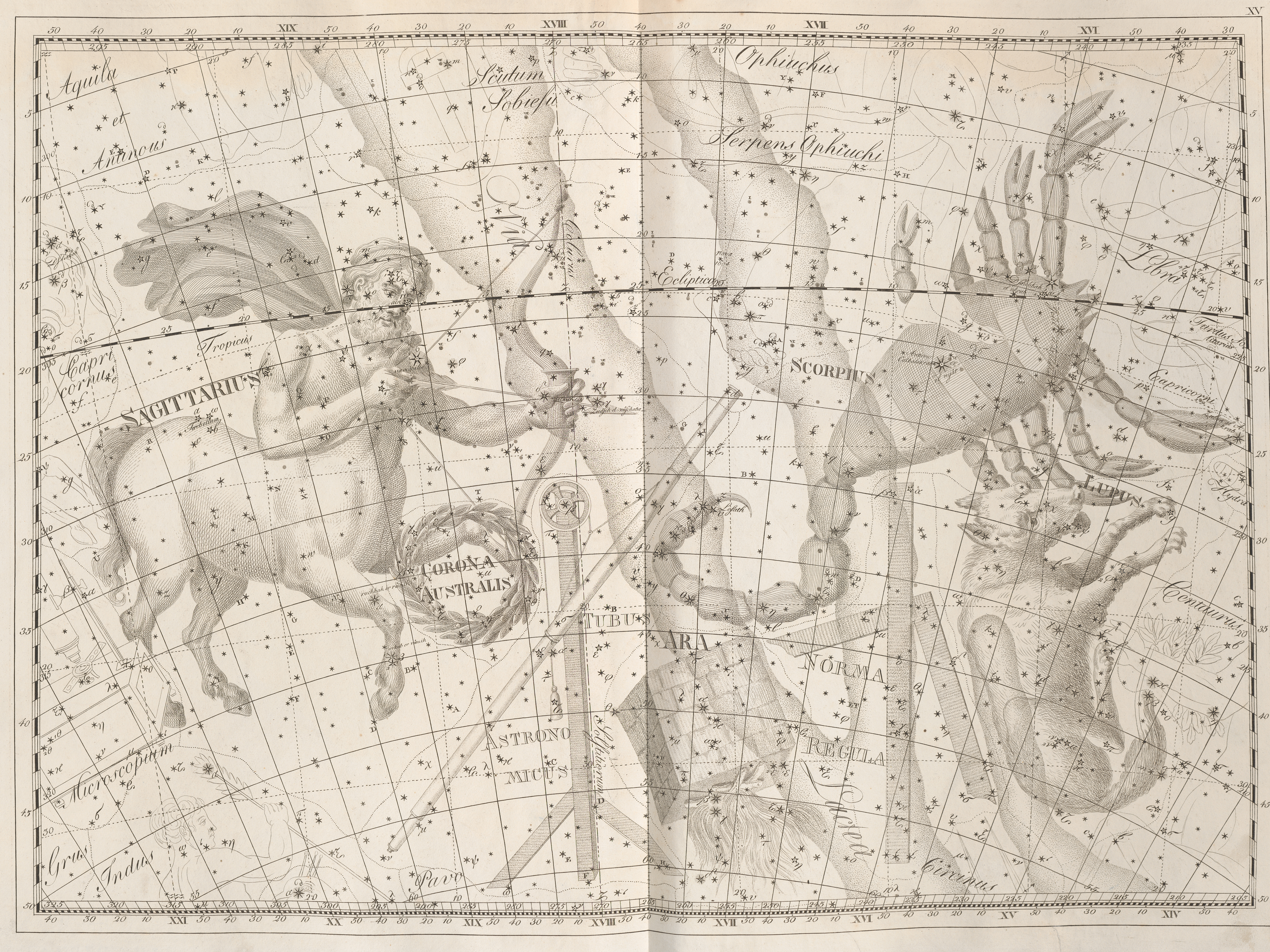
ヨハン・ボーデ『ウラノグラフィア』(1801) に描かれたいて座とさそり座。NORMA ET REGULA（じょうぎ座）や TUBUS ASTRONOMICS（ぼうえんきょう座）が現在のさそり座の領域に食い込んでいる。

16世紀ドイツの法律家ヨハン・バイエルは、1603年に刊行した星図『ウラノメトリア』の中で SCORPIO というラテン語の星座名を記すとともに、さそり座の星に対して α から ω までのギリシャ文字24個とラテン文字3個を用いて29個の星に符号を付した。バイエルは、プトレマイオスがてんびん座の「星座を作らない星」とした星のうち4つをさそり座に組み入れた。これら4つの星は、18世紀フランスの天文学者ジェローム・ラランドによって再びてんびん座の星とされたが、最も北にある星は再びさそり座に戻され、現在はさそり座ξ星となっている。またバイエルは、プトレマイオスがてんびん座の星としていた星をさそり座のγ星としたが、ベンジャミン・グールドが1877年に刊行した『ウラノメトリア・アルヘンティナ』の星図でてんびん座に戻されてσ星とされた。そのため、現在のさそり座にはγ星が存在しない。
18世紀フランスの天文学者ニコラ＝ルイ・ド・ラカイユは、さそり座の周辺にあるどの星座にも属さないとされた星を使って Norma（じょうぎ座）や Telescopium（ぼうえんきょう座）といった星座を設けた。これらの新星座の星のうち、ラカイユがじょうぎ座α星・β星やぼうえんきょう座γ星とした星は、19世紀前半のイギリスの天文学者フランシス・ベイリーが編纂した『The Catalogue of Stars of the British Association for the Advancement of Science（BAC星表）』（1845年）では無名の星としてさそり座に編入された。19世紀後半にアルゼンチンのコルドバ天文台の初代所長ベンジャミン・グールドが刊行した星図・星表『ウラノメトリア・アルヘンチナ (Uranometria Argentina)』（1877年-1879年）でも、これらの星はさそり座の領域にあるとされた。グールドは、これら3つの星にラテン文字の大文字で新たな符号を付け、元のじょうぎ座α星はさそり座N星、じょうぎ座β星はさそり座H星、ぼうえんきょう座γ星はさそり座G星とされた。またグールドは、κ と υ の間にある無名の5等星をQ星とした。なおグールドは、これらのラテン文字を選んだ理由について特に説明していない。
1922年5月にローマで開催された国際天文学連合 (IAU) の設立総会で現行の88星座が定められた際にそのうちの1つとして選定され、星座名は Scorpius、略称は Sco と正式に定められた。

### 中東
古代バビロニアの天文に関する粘土板資料『ムル・アピン』では、さそり座の星々は「エアの道」の「サソリ」「サソリの胸」「サソリの針」に配されていた。このサソリはシュメール語で「鋭い武器」や「燃える針」を意味する MUL Gir-tub（ギルタブ）と呼ばれていた。「サソリの胸」はアンタレスを指し、悲嘆の女神リシ(Lisi) を象徴するものとされた。「サソリの針」は戦士の神ニヌルタが持つ2つの武器 Šargaz と Šarur を指すとされ、それぞれ現在のさそり座λ星とθ星の固有名にその名前を残している。

### 中国
ドイツ人宣教師イグナーツ・ケーグラー（戴進賢）らが編纂し、清朝乾隆帝治世の1752年に完成・奏進された星表『欽定儀象考成』では、さそり座の星は二十八宿の東方青龍七宿の第四宿「房宿」・第五宿「心宿」・第六宿「尾宿」に配されていたとされる。
| 垣または宿 | 星官 | 意味                     | 西洋星名との比定と中国星名   |
| ---------- | ---- | ------------------------ | ---------------------------- |
| 房宿       | 房   | 貴人の家の脇部屋         | π・ρ・δ・β                   |
| 房宿       | 鉤鈐 | 天に出入りする門のカギ   | ω1・ω2                       |
| 房宿       | 鍵閉 | 戸締まりするための錠前   | ν                            |
| 房宿       | 罰   | 犯した罪のつぐない       | 18・11                       |
| 房宿       | 西咸 | 房の戸                   | ξ                            |
| 心宿       | 心   | 東方を守護する青龍の心臓 | σ・α・τ                      |
| 尾宿       | 尾   | 青龍の尾                 | μ1・ε・ζ1・η・θ・ι1・κ・λ・υ |
| 尾宿       | 神宮 | 天神を祀る神殿           | μ2                           |
| 尾宿       | 傅説 | 殷の武丁の臣             | G                            |
| 尾宿       | 魚   | 魚                       | M7                           |

中国では、さそり座の星々は青龍の体とされた。頭部を房宿、心臓部を心宿、尾部を尾宿とそれぞれ3つの星宿を充て、青龍の二本のツノはうしかい座のアルクトゥールス（大角）とおとめ座のスピカ（角）とされた。

## 神話

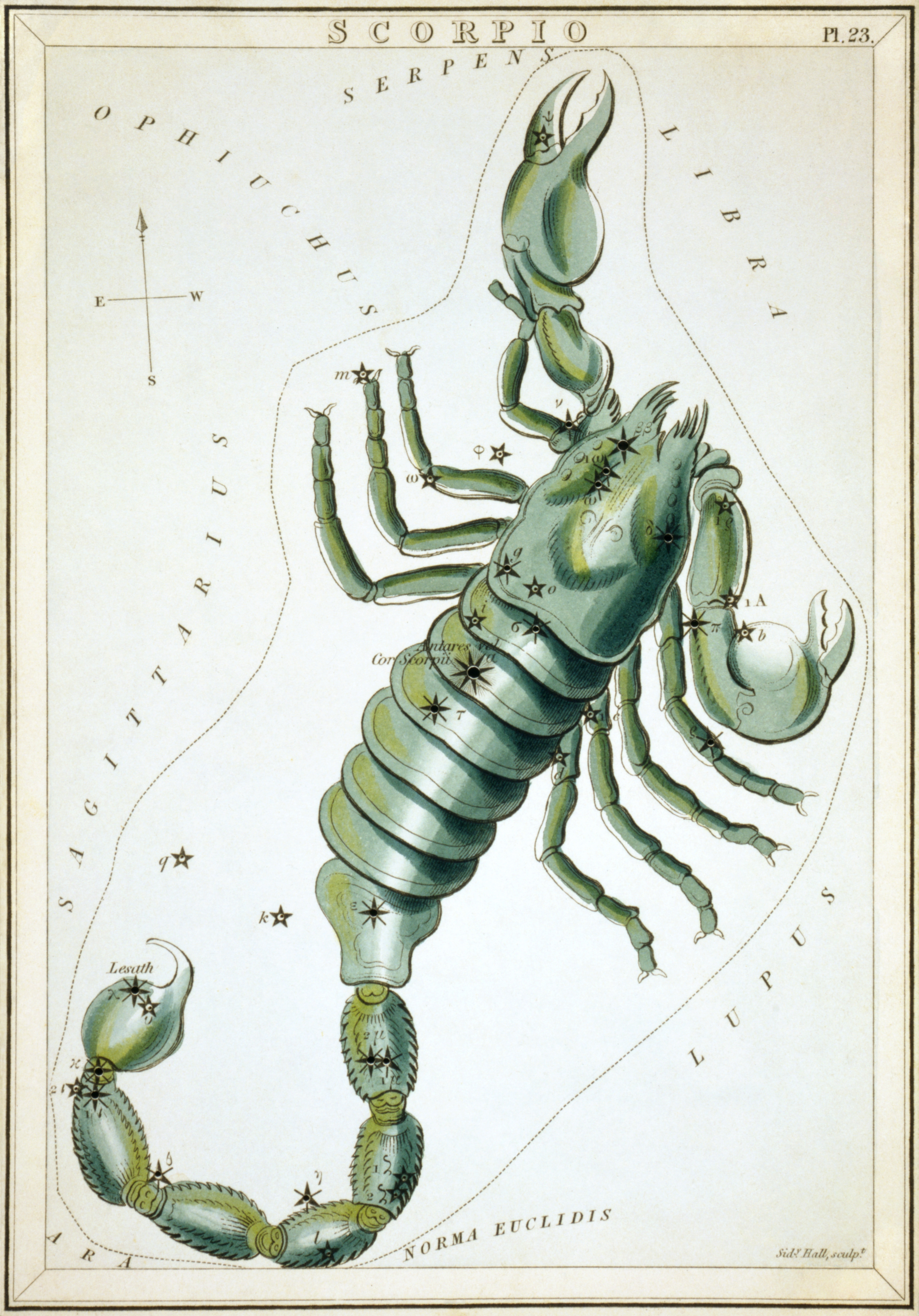
19世紀イギリスの星座カード集『ウラニアの鏡』に描かれたさそり座。

### 古代ギリシア・ローマ
古代ギリシア・ローマでは、さそり座は、狩人オーリーオーンを殺したサソリが天に上げられたものであると伝えられていた。オーリーオーンが殺されるに至った経緯やサソリを遣わした神は伝承によって異なるものの、神の怒りに触れたオーリーオーンが神が遣わしたサソリに刺し殺されるというプロットは概ね一致している。
紀元前3世紀前半のマケドニアの詩人アラートスの詩篇『パイノメナ (古希: Φαινόμενα)』では、キオス島で野獣狩りをしていたオーリーオーンに辱められそうになった女神アルテミスが、彼を懲らしめるためにサソリを大地から呼び寄せてオーリーオーンを殺させた、としている。そのため、さそり座が地平線の上に昇ってくると、オーリーオーンは地平線の周りに逃げ込むとされた。
エラトステネースの天文書『カタステリスモイ』の現存する写本のうち、Epitome と呼ばれる写本では、さそり座の項では『パイノメナ』と同じく、オーリーオーンがキオス島でアルテミスに暴行に及ぼうとしたため、アルテミスに呼び出されたサソリがオーリーオーンを刺し殺した、としている。一方、オリオン座の項では、クレタ島で狩りをしていたオーリーオーンがアルテミスとその母レートーを前にして「どんな野獣でも自分から逃れられない」と大言壮語したため、怒ったガイアによって呼び出されたサソリに殺された、と説明されており、同じ文献の中でも異なる内容が記されている。また、Fragmenta Vaticana（英: Vatican Fragments、ヴァチカン断片）と呼ばれる写本の断片では、さそり座の項でも大言壮語したオーリーオーンに怒ったガイアが差し向けたサソリであるとする話を伝えている。
ヒュギーヌスの『天文学について』では、『カタステリスモイ』のオリオン座の項と同じくクレタ島を舞台として、ガイアの怒りを買ったオーリーオーンがサソリに刺されて殺される物語が語られている。今でもオリオンはサソリを恐れて、東の空からさそり座が現れるとオリオン座は西の地平線に逃げ隠れ、さそり座が西の地平線に沈むとオリオン座は安心して東の空へ昇ってくるという。
帝政ローマ期の詩人オウィディウスの『変身物語』では、アポローンの息子パエトーンが天をかける太陽の馬車を暴走させた際に、2本のハサミを振りかざし、天蝎宮と天秤宮にまたがった姿で登場する。針で刺そうとして待ち構えるサソリの姿を見たパエトーンは恐れおののいて馬車の手綱を手放してしまったとされる。

### ポリネシア
ハワイやニュージーランドなどポリネシアの島々では、さそり座の大きくS字を描く星々を釣り針と見なした伝承が伝わっている。この釣り針は、広くポリネシア各地の伝承に登場する半神半人の英雄マウイの釣り針とされ、ハワイではハワイ諸島を、ニュージーランドではニュージーランドの北島を釣り上げたと伝えられている。

### 日本
岡山県浅口郡六条院町（現・浅口市六条院）には、λ・υ の二重星を鬼婆に追われた兄弟（おとどいぼし、弟兄星）に見立てた以下のような民話が伝えられていた。
昔、三人の子どもと母親がいた。子どもを寝かせた母親が唐臼を踏みに行くと、鬼婆が現れて母親を食い殺し、さらに家の中に居た末の子も食い殺した。その音で目を覚ました上の兄弟二人は逃げ出して裏の松の木によじ登った。しかし鬼婆は二人を追いかけてくる。切羽詰まった兄弟が「天道さま、天道さま、どうか私たちをお助けください」と天に祈ったところ、天から釣り針のついた鎖が降りてきた。二人は釣り針に乗って天に昇り、二つの星となった。鎖はさそり座のS字の前半分、釣り針はさそり座の尾の部分、天に昇った兄弟は λ・υ であるとされる。

## 呼称と方言
ラテン語の学名 Scorpius に対応する日本語の学術用語としての星座名は「さそり」と定められている。現代の中国では天蝎座と呼ばれている。
明治初期の1874年（明治7年）に文部省より出版された関藤成緒の天文書『星学捷径』では、「スコルピオ」という読みと「天蝎宮」の但し書き、「蝎」という説明で紹介された。また、1879年（明治12年）にノーマン・ロッキャーの著書『Elements of Astronomy』を訳して刊行された『洛氏天文学』では、上巻では「スコルピオ」というラテン語と「スコルピオン」という英語読み、「天蝎」という但し書きが、下巻では「天蝎宿（スコルピオ）」という星座名が紹介されていた。これらから30年ほど時代を下った明治後期には「蝎」という呼称が使われていたことが日本天文学会の会報『天文月報』の第1巻2号掲載の「五月の天」と題した記事中の星図で確認できる。その後、1910年2月に星座名が一部見直しされた際も「蝎」という星座名が使われ、東京天文台の編集により1925年（大正14年）に初版が刊行された『理科年表』でも「蝎（さそり）」として引き継がれ、戦中の1943年（昭和18年）刊行の第19冊までこの漢字が使われた。1944年（昭和19年）、天文学用語が見直しされた際にサソリを意味する漢字が「蝎」から「蠍」に変更され、戦後に刊行が再開された『理科年表』でもこの「蠍（さそり）」という表記が使われるようになった。そして、1952年（昭和27年）7月に日本天文学会が「星座名はひらがなまたはカタカナで表記する」とした際に、ひらがなで「さそり」と定められ、以降この呼称が継続して用いられている。

### 方言
日本では、アンタレス、アンタレスとその両隣のσとτ、S字の星の並び、そして二重星に対応する地方名が採集されている。アンタレス・σ・τ の3つの星は、σとτを荷物や駕籠に見立て、アンタレスをそれらを担ぐ人に見立てた和名が日本各地に存在した。さそり座のS字を成す星々の列はポリネシアの伝承と同じく釣り針に見立てられた。また、さそり座に複数位置している肉眼で分解して見える二重星のペアには、これらを兄弟や相撲取りとして見立てた和名が各地に伝わっている。
| 星・星群                  | 和名                                           | 意味                 | 地方 | 備考                                                      |
| ------------------------- | ---------------------------------------------- | -------------------- | --- | --------------------------------------------------------- |
| α・σ・τ                   | カタギボシ                                     | 担ぎ星               | 徳島県鳴門市里浦町里浦 |                                                           |
| α・σ・τ                   | ニナイボシ                                     | 担い星               | 播州地方 |                                                           |
| α・σ・τ                   | カゴニナイボシ                                 | 籠担い星             | 兵庫県宍粟郡山崎町菅野（現・宍粟市） |                                                           |
| α・σ・τ                   | カゴニナイ                                     | 籠担い               | 愛媛県新居浜地方 |                                                           |
| α・σ・τ                   | カゴカツギボシ                                 | 籠担ぎ星             | 島根県鹿足郡日原町（現・津和野町日原） |                                                           |
| α・σ・τ                   | カゴカツギ                                     | 籠担ぎ               | 茨城県岩井（現・坂東市） |                                                           |
| α・σ・τ                   | カゴカタギ                                     | 籠担ぎ               | 山口県大島郡白木村（現・周防大島町） |                                                           |
| α・σ・τ                   | カゴカタギボシ                                 | 籠担ぎ星             | 東京都西多摩郡奥多摩町日原 |                                                           |
| α・σ・τ                   | オカゴボシ                                     | お籠星               | 静岡県庵原郡高部村大内（現・静岡市清水区） |                                                           |
| α・σ・τ                   | ニカツギボシ                                   | 荷担ぎ星             | 静岡県庵原郡興津町（現・静岡市清水区） |                                                           |
| α・σ・τ                   | アキナイボシ                                   | 商い星               | 岡山県和気郡日生町（現・備前市）・兵庫県宍粟郡山崎町菅野 |                                                           |
| α・σ・τ                   | アキンドボシ                                   | 商人星               | 愛媛県新居浜地方・静岡県庵原郡高部村・同興津町・岡山・広島・高知・山口・千葉 |                                                           |
| α・σ・τ                   | サバウリ、サヴリ                               | 鯖売り               | 香川県仲多度郡岩黑島（現・坂出市）・同三豊郡志々島（現・三豊市）・愛媛県越智郡魚島村（現・上島町） |                                                           |
| α・σ・τ                   | サバウリボシ                                   | 鯖売り星             | 兵庫県揖保郡新宮町觜崎（現・たつの市）・香川県高松市女木島・同小豆郡小豆島町田浦・同三豊郡詫間町（現・三豊市）・同仲多度郡多度津町佐柳島・同広島村手島 |                                                           |
| α・σ・τ                   | サバカタギ                                     | 鯖担ぎ               | 岡山県後月郡共和村（現・井原市） |                                                           |
| α・σ・τ                   | サバンナイ                                     | 鯖担い               | 岡山県邑久郡牛窓町前島 |                                                           |
| α・σ・τ                   | サカナウリノホシ                               | 魚売りの星           | 徳島県 |                                                           |
| α・σ・τ                   | アワイナイボシ、アワイニャボシ、アワイナイサン | 粟担い星、粟担いさん | 熊本県菊池郡隈府町（現・菊池市） |                                                           |
| α・σ・τ                   | シオウリボシ                                   | 塩売り星             | 和歌山県・岡山県 |                                                           |
| α・σ・τ                   | シオクミボシ                                   | 塩汲み星             | 兵庫県姫路市 |                                                           |
| α・σ・τ                   | シオヤボシ、テンビンボシ                       |                      | 神奈川県横浜市金沢区釜利谷町 |                                                           |
| α・σ・τ                   | オーコボシ                                     | 朸星                 | 岡山県吉備郡阿曾村奥坂（現・総社市） |                                                           |
| α・σ・τ                   | オーコブシ                                     | 朸星                 | 鹿児島県大島郡宇検村 |                                                           |
| α・σ・τ                   | テルハンニ                                     |                      | 喜界島 | 「テル」は竹籠、「ハンニ」は背負うことを意味する。        |
| α・σ・τ                   | ボテイフリ                                     | 棒手振り             | 千葉県安房郡白浜町（現・南房総市） |                                                           |
| α・σ・τ                   | ボーテボシ                                     | 棒手星               | 静岡県賀茂郡下河津村（現・河津町） |                                                           |
| α・σ・τ                   | モテイカツギ                                   | 棒手担ぎ             | 静岡県安倍郡梅ヶ島村三郷（現・静岡市） |                                                           |
| α・σ・τ                   | ヨメイリボシ                                   | 嫁入り星             | 茨城県岩井（現・坂東市） |                                                           |
| α・σ・τ                   | オヤニナイ、オヤニナイボシ                     | 親担い、親担い星     | 静岡県榛原郡御前崎町白羽（現・御前崎市）・庵原郡興津町 |                                                           |
| α・σ・τ                   | オヤカツギボシ                                 | 親担ぎ星             | 静岡県庵原郡富士川町松野（現・富士市） |                                                           |
| S字の星の並び             | ウオツリブシ                                   | 魚釣り星             | 沖縄県島尻郡渡名喜村 |                                                           |
| S字の星の並び             | ウオツリボシ                                   | 魚釣り星             | 広島県安芸郡海田町 |                                                           |
| S字の星の並び             | タイツリボシ                                   | 鯛釣り星             | 広島・香川・山口 |                                                           |
| S字の星の並び             | フスクーバイ、プスクーバイ                     |                      | 鹿児島県大島郡喜界町小野津 | フスクーを釣る釣り針                                      |
| S字の星の並び             | イユークッシヤブシ、イユチーヤブシ             | 魚釣り星             | 沖縄県島尻郡粟国村、那覇地方 |                                                           |
| S字の星の並び             | ヤキナマギー                                   | 焼野の釣針           | 那覇地方 |                                                           |
| S字の星の並び             | ヤナギボシ                                     | 柳星                 | 広島県呉市吉浦 |                                                           |
| 肉眼二重星                | ムギタタキボシ                                 | 麦叩き星             | 広島県安佐郡可部町（現・広島市安佐北区） | μ1・μ2のペア。                                            |
| 肉眼二重星                | コメツキボシ                                   | 米搗星               | 兵庫県姫路市花田 | ζ1・ζ2のペア。                                            |
| 肉眼二重星                | センタクボシ                                   | 洗濯星               | 兵庫県姫路市深志野 | ζ1・ζ2のペア。                                            |
| 肉眼二重星                | ミコシボシサン                                 | 御輿星さん           | 兵庫県宍粟郡一宮町 | ζ1・ζ2のペア。                                            |
| 肉眼二重星                | キャフバイボシ                                 | 脚布奪い星           | 愛媛県周桑郡壬生川町（現・西条市） | μ1・μ2のペア。                                            |
| 肉眼二重星                | フンドシバイボシ                               | 褌奪い星             | 香川県高松市 |                                                           |
| 肉眼二重星                | オトドイボシ、オトデエボシ                     | 弟兄星               | 岡山県浅口郡六条院町（現・浅口市六条院）・同邑久郡牛窓町前島・香川県仲多度郡本島村牛島（現・丸亀市）・同小豆郡小豆島町田浦 | λ・υのペア。                                              |
| 肉眼二重星                | スモトリボシ、スモウトリボシ、スモートリボシ   | 相撲取り星           | 島根県鹿足郡・静岡県賀茂郡城東村奈良本（現・東伊豆町）・同下河津村田中（現・河津町）・同庵原郡松野村清水（現・富士市）・同榛原郡相良町地代・小笠郡日坂村佐夜鹿（現・掛川市）・同磐田郡野部村神田（現・磐田市）・同佐久間村佐久間（現・浜松市）・同安倍郡大河内村・和歌山県東牟婁郡太地町森浦・広島県沼隈郡津之郷村水越（現・福山市） | ζ1・ζ2、μ1・μ2、ω1・ω2、λ・υなど複数の候補。              |
| 肉眼二重星                | オナガワボシ                                   | 小野川星             | 静岡県榛原郡相良町（現・牧之原市） | μ1・μ2のペア。第5代横綱小野川喜三郎由来と類推されている。 |
| 肉眼二重星                | ソガボシ                                       | 曾我星               | 静岡県榛原郡御前崎村大山（現・御前崎市） | ζ1・ζ2のペア。曾我兄弟の仇討ちで知られる曾我兄弟に由来。  |
| 肉眼二重星                | ゴロージューロー                               | 五郎十郎             | 静岡県榛原郡相良町地代（現・牧之原市）・小笠郡相草村赤土（現・菊川市） | λ・υのペア。曾我兄弟の仇討ちで知られる曾我兄弟に由来。    |
| 肉眼二重星                | ケンカボシ                                     | 喧嘩星               | 兵庫県神崎郡 | ζ1・ζ2のペア。                                            |
| 肉眼二重星                | ネコノメ                                       | 猫の目               | 静岡県磐田郡野部村神田 |                                                           |
| 肉眼二重星                | ケアイボシ                                     | 蹴合い星             | 兵庫県姫路市別所 | ニワトリの喧嘩に見立てたもの。                            |
| 肉眼二重星                | ホタルボシサン                                 | 蛍星さん             | 兵庫県姫路市東今宿 |                                                           |
| アンタレス・τ・σ・β・δ・π | アミタテボシ                                   | 網立て星             | 静岡県静岡市大川地区 | 魚を捕る網を干したもの。                                  |

## 主な天体

### 恒星
1等星のα星（アンタレス）のほか、δ・ε・θ・κ・λ の5つの2等星がある。
2025年4月現在、国際天文学連合 (IAU) の恒星の命名に関するワーキンググループ (Working Group on Star Names, WGSN) によって18個の恒星に固有名が認証されている。
α星
太陽系から約554 光年の距離にある連星系。見かけの明るさ0.91 等、スペクトル型 M1.5Iab の赤色超巨星である主星Aは、全天21の1等星の1つとされ、「アンタレス(Antares)」の名で知られる。見かけの明るさ5.40 等、スペクトル型 B2Vn のB型主系列星である伴星B はアンタレスから約3″離れた位置にあり、約1217.5 年の周期で互いの共通重心を公転しているとされる。アンタレスは、変光星としてはLC型の不規則変光星、またはSRC型の半規則型変光星に分類されており、平均2180 日の周期で0.75 等から1.21 等の範囲でその明るさを変える。
β星
太陽系から約404 光年の距離にある多重星系。小型望遠鏡では、共に青白く見える 2.62 等のA星系と4.89 等のC星系の二重星に分けて観ることができる。A星系とC星系はどちらも400光年前後の距離にあるが、連星の関係にあるかは不明。A星系は、0.018695 日の周期で互いの共通重心を公転する2.90 等の Aa と 4.10 等の Ab のペアの外側を10.60 等の B が610年の周期で公転する三重連星系である。一方C星系は、4.52 等の C と6.60 等の E が互いの共通重心を38.77 年の周期で公転している。
Aa星には、アラビア語で「サソリ」を意味する言葉 al-ʿaqrab に由来する「アクラブ(Acrab)」という固有名が認証されている。
δ星
太陽系から約491 光年の距離にある連星系。見かけの明るさ 2.39 等で スペクトル型 B0.3IVe のBe星であるA星と4.62 等で B3:V のB型主系列星であるB星からなる分光連星で、互いの共通重心を10.817 年の周期で公転している。A星は爆発型変光星の分類の1つ「カシオペヤ座γ型変光星」に分類されており、1.59 等から2.32 等の範囲で明るさを変える。2000年7月頃から増光が顕著に見られるようになり、連星系の近星点を通過する際にA星の活動が活発化すると考えられている。
A星には、アラビア語で「サソリの額」を意味する言葉 jabhat al-ʿaqrab に由来する「ジュバ(Dschubba)」という固有名が認証されている。
ε星
太陽系から約63.7 光年の距離にある、見かけの明るさ2.29 等、スペクトル型 K1III の赤色巨星で、2等星。2018年8月10日、IAUの恒星の命名に関するワーキンググループ (IAU Division C Working Group on Star Names (WGSN)) によって、オーストラリアのノーザン・テリトリーに住むオーストラリア先住民のワーダマン族の言葉で「鮮明な視界」を意味する言葉に由来する「ララワグ(Larawag)」という固有名が認証された。
θ星
太陽系から約300 光年の距離にある、見かけの明るさ1.85 等、スペクトル型 F1III の巨星で、2等星。19世紀末に主星から6″.2離れた位置に13等級の伴星を発見したと報告されたが、後にこれは誤りであると結論付けられた。これとは別に、2022年にスペックル干渉法による観測結果から0.3″離れた位置に5等級の伴星が発見された。さらにこの研究では、主星Aは近接連星と融合したことにより通常の恒星とは異なる進化の過程を経たと結論付けている。
A星には、シュメール語でマルドゥクが携える鎚鉾を表す Mul Šar-gaz に由来する「サルガス(Sargas)」という固有名が認証されている。
λ星
太陽系から約571 光年の距離にある連星系。脈動変光星の分類の1つ「ケフェウス座β型変光星」の主星Aa とB型主系列星の伴星Ab の連星で、さらに前主系列段階にある伴星がある。Aa とAb は、2.882409 年の周期で互いの共通重心を公転している。Aa は1.59 等から1.65 等の範囲で0.213702 日（5.1288 時間）の周期でその明るさを変える。
Aa には、「サソリの針」を意味する名を持つアラビアの月宿の1つ al Shaula に由来する「シャウラ(Shaula)」という固有名が認証されている。
μ星
肉眼で分離して観ることができる二重星で、μ1星は太陽系から約1740 光年、μ2星は約576 光年の距離にあり、たまたま同じ方向に見える「見かけの二重星」の関係にある。μ1星には南アフリカ共和国のコエコエ語で「野獣の眼」を意味する言葉に由来する「ハミディムラ(Xamidimura)」、μ2星にはポリネシアに広く伝わる伝承に登場する双子の男女に由来する「ピピリマ(Pipirima)」という固有名が認証されている。
μ1星は2つのB型主系列星からなる近接連星系で、こと座β型変光星の食変光星に分類されており、1.4462701 日の周期で2.94 等から3.22 等の範囲で明るさを変える。
μ2星は、見かけの明るさ3.542 等、スペクトル型 B2IV の準巨星で、4等星。2022年に2つの太陽系外惑星の候補天体の存在が報告されており、そのうち1つは存在が確実視されている。
ν星
太陽系から約450 光年の距離にある、少なくとも5つの星からなる多重星系。4.35 等のνA と5.31 等のνB のペアと、6.60 等のνC と7.23 等のνD のペアがそれぞれ連星系を成しており、A・B のペアとC・D のペアが互いの共通重心を公転しているとされる。さらにνA 自体が4.50 等のνAa と6.80 等のνAb からなる分光連星であると考えられている。
Aa には「ジャッバ(Jabbah)」という固有名が認証されている。
π星
太陽系から約586 光年の距離にある連星系。約50″離れて見えるA とB は見かけの二重星の関係にあるが、Aはそれ自体がAa とAb から成る分光連星であり、1.570103 日の周期で2.88 等から2.91 等の範囲で変光すること座β型の食変光星である。
Aa には、中国の星官「房」に由来する「ファン(Fang)」という固有名が認証されている。
ρ星
太陽系から約445 光年の距離にある、見かけの明るさ3.86 等、スペクトル型 B2IV-V の4等星。約4日の周期で公転する分光連星とする研究があるが、詳しいことはわかっていない。Aa には、「王冠」を意味する名を持つアラビアの月宿の1つ al iklīl に由来する「イクリール(Iklil)」という固有名が認証されている。
σ星
太陽系から約697 光年の距離にある分光連星。2.89 等の明るさに見えるA星系は、3.30 等のAa1 と4.10 等のAa2 のペアの外側を5.24 等のAb が公転する階層構造を持つ三重連星となっている。Aa1 とAa2 のペアは、約0.090376 年の周期で互いの共通重心を公転している。A星系から約21″離れた位置に見えるB は、太陽系から距離約451 光年とA星系よりもはるかに手前にあり、見かけの二重星の関係にある。
Aa1 には、アラビア語で「動脈」を意味する言葉 al-niyāṭ に由来する「アルニヤト(Alniyat)」という固有名が認証されている。
τ星
太陽系から約474 光年の距離にある、見かけの明るさ2.81 等、スペクトル型 B0V のB型主系列星で、3等星。ハワイ語に由来する「パイカウハレ(Paikauhale)」という固有名が認証されている。
υ星
太陽系から約576 光年の距離にある、見かけの明るさ2.65 等、スペクトル型 B2IV の準巨星で、3等星。アラビア語で「（毒を持つ動物が）刺す、噛む」という意味の言葉 las'a に由来する「レサト(Lesath)」という固有名が認証されている。
G星
太陽系から約132 光年の距離にある、見かけの明るさ3.21 等、スペクトル型 K2III の赤色巨星で、3等星。ラカイユはこの星をぼうえんきょう座のγ星としたが、ベンジャミン・グールドによってさそり座のG星とされた。中国・殷の武丁の伝説的名臣傅説に由来する「フーユェー(Fuyue)」という固有名が認証されている。
HD 153950
太陽系から約158 光年の距離にある、見かけの明るさ7.38 等、スペクトル型 F8V のF型主系列星で、7等星。2008年に、主星から1.28 天文単位 (au) 離れた軌道を499.4 日の周期で公転する2.73±0.05 木星質量 (MJ) の太陽系外惑星が発見された。2019年に開催されたIAUの100周年記念行事「IAU100 NameExoWorlds」でマダガスカル共和国に命名権が与えられ、主星はマダガスカルの伝承に登場する巨人にちなんだ Rapeto、太陽系外惑星は Trimobe と命名された。
HIP 79431
太陽系から約47.5 光年の距離にある、見かけの明るさ11.372 等、スペクトル型 M3V の赤色矮星で、11等星。2010年に、主星から0.36 au 離れた軌道を111.7 日の周期で公転する2.1 MJの太陽系外惑星が発見された。「IAU100 NameExoWorlds」でアラブ首長国連邦に命名権が与えられ、主星はUAE の文化的首都と見なされるシャールジャ市にちなんだ Sharjah、太陽系外惑星は Barajeel と命名された。
WASP-17
太陽系から約1315 光年の距離にある、見かけの明るさ11.59 等、スペクトル型 F4 の12等星。2009年に、主星から0.0515 au 離れた軌道を3.735438 日の周期で公転する0.486 MJの太陽系外惑星が発見された。「IAU100 NameExoWorlds」でコスタリカ共和国に命名権が与えられ、主星はコスタリカの先住民族ブリブリ族の伝承で「太陽よりも大きく決して消えることのない太陽」を意味する言葉にちなんだ Dìwö、太陽系外惑星は Ditsô と命名された。
この他、以下の星がある。
ζ星
見かけの明るさ4.79 等の青色超巨星ζ1と3.62 等の赤色巨星ζ2からなる見かけの二重星。太陽系からの距離は、ζ1が約5157 光年、ζ2が約135 光年と、ζ1のほうが圧倒的に遠い。ζ1は爆発型変光星の分類の1つ「高光度青色変光星」に分類されている。
κ星
太陽系から約483 光年の距離にあるスペクトル型 B1.5III の青色巨星で、2等星。ケフェウス座β型に分類される脈動変光星で、0.1998303 日（4.79593 時間）という短い周期で2.41 等から2.42 等という小さな範囲で明るさを変えている。
ξ星
太陽系から約91 光年の距離にある五重連星系。互いの共通重心を45.9 年の周期で公転する5.16 等のA と4.87 等のB のペアの外側を1514.43 年の周期で7.30 等のC が公転している。さらにこの三重連星から4′.7 南に見える7.43 等のHD 144087と7.97 等のHD 144088のペアとも物理的に関係があり、約30万年の周期で公転していると見られている。小望遠鏡で観ると、ABとC、HD 144087とHD 144088の2つのペアが「ダブル・ダブル」と呼ばれること座ε星のように見える。
ω星
B型主系列星で3.97 等のω1と黄色巨星で4.33 等のω2から成る見かけの二重星。太陽系からの距離はω1が460 光年、ω2が292 光年と、大きく異なる。双眼鏡で観ると、14′.6 離れて見える青と黄色の星のコントラストが美しく見える。

### 星団・星雲・銀河
18世紀フランスの天文学者シャルル・メシエが編纂した『メシエカタログ』に挙げられた4個の天体が位置している。また、パトリック・ムーアがアマチュア天文家の観測対象に相応しい星団・星雲・銀河を選んだ「コールドウェルカタログ」に3つの天体が選ばれている。
M4
太陽系から約6030 光年の距離にある球状星団。1746年にジャン＝フィリップ・ロワ・ド・シェゾーが発見した。アンタレスの西約1°.3に見える。太陽系から最も近い位置にある球状星団の1つで、集中度もクラスIX とかなり低いため、他の球状星団より星がまばらに見える。
M6
太陽系から約1490 光年の距離にある散開星団。1654年以前に、シチリア島の天文学者ジョヴァンニ・バッティスタ・オディエルナが発見した。蝶が羽を広げたような姿から「バタフライ星団 (Butterfly Cluster)」という通称で呼ばれる。星団で最も明るく見えるさそり座BM星はオレンジ色の超巨星で、5.25等から6.46等の範囲でその明るさを変える。
M7
太陽系から約912 光年の距離にある散開星団。メシエ天体の中で最も南にある。西暦130年頃にプトレマイオスが「サソリの針に続く星雲」と記録していることから「トレミーの星団 (the Ptolemy's Cluster)」とも呼ばれる。
M80
太陽系から約3万3700 光年の距離にある球状星団。1781年1月4日にメシエが発見した。M4 とは逆にクラスII と集中度が高い。1999年のNASA/ESA共同運用のハッブル宇宙望遠鏡による観測で青色はぐれ星が通常の球状星団の2倍以上存在することが判明した。このことから星団内での恒星衝突率は非常に高いと考えられたが、一方で近接連星はわずかに2つしか見つかっておらず、矛盾する結果となっている。
NGC 6302
太陽系から約2430 光年の距離にある惑星状星雲。コールドウェルカタログの69番に選ばれている。蝶が羽を広げたような姿から「バタフライ星雲(Butterfly Nebula)」という通称でも知られる。太陽の5倍ほどの質量を持って生まれた恒星が恒星進化の最終過程で外層を失った姿で、中心星から出る双極性のジェットによって蝶のような姿が作られたと考えられている。
NGC 6124
太陽系から約2130 光年の距離にある散開星団。コールドウェルカタログの75番に選ばれている。1751年から1752年にかけて、フランスの天文学者ニコラ＝ルイ・ド・ラカーユが発見した。ζから西に約6°、おおかみ座とじょうぎ座との境界近くにあり、双眼鏡や小望遠鏡で多数の星を見ることができる。
NGC 6231
太陽系から約3230 光年の距離にある散開星団。コールドウェルカタログの76番に選ばれている。1654年以前にオディエルナが発見したとされる。「宝石箱 (Jewel Box)」の通称で知られるみなみじゅうじ座の散開星団NGC 4755になぞらえて「北の宝石箱 (Northern Jewel Box)」と呼ばれることもある。
NGC 6281
太陽系から約1760 光年の距離にある散開星団。μ星から東に約2°.5 の位置にあり、メシエ天体にもコールドウェル天体にも選ばれていないさそり座の散開星団の中では最も明るく見える。その形状から英語圏では Moth Wing Clusterとも呼ばれる。
NGC 6334
太陽系から約3692 光年の距離にあるHII領域。1837年6月7日にイギリスの天文学者ジョン・ハーシェルが発見した。その形状から「出目金星雲」や「猫の手星雲(Cat's Paw Nebula)」などの通称で知られる。星雲のガスが星雲内のO型星の紫外線を受けて輝いている。
NGC 6357
太陽系から約5770 光年の距離にある散開星団とHII領域の複合体。1837年6月8日にジョン・ハーシェルが発見した。日本では「彼岸花星雲」、英語圏では「ロブスター星雲(Lobster Nebula)」や「戦争と平和星雲(War and Peace Nebula)」などの通称で知られる。星雲内にある星団Pismis 24の高温星からの紫外線を受けて輝いている。
NGC 6441
太陽系から約4万1520 光年の距離にある球状星団。G星の東4′の位置に見える。Silver Nugget cluster（銀塊星団）の通称で知られる。
IC 4628
太陽系から約6000 光年の距離にあるHII領域。その外見から「えび星雲(Prawn Nebula)」とも呼ばれる。直径250 光年にも及ぶ巨大な星形成領域で若い高温星を生み出している。
- 2006年3月にハッブル宇宙望遠鏡の掃天観測用高性能カメラ (ACS) の広視野チャネルで撮影された、球状星団M4。
- 1995年6月に、アメリカ アリゾナ州のキットピーク国立天文台にあるケース・ウェスタン・リザーブ大学ワーナー・アンド・スウェイジー天文台（英語版）バレル・シュミット望遠鏡で撮影された、散開星団M6。
- チリにあるヨーロッパ南天天文台 (ESO) ラ・シヤ天文台のMPG/ESO 2.2メートル望遠鏡の広視野イメージャーで撮像された、散開星団M7。
- ハッブル宇宙望遠鏡の広視野惑星カメラ2で1994年から1997年にかけて撮影された画像データから合成された球状星団M80。
- 2009年7月27日にハッブル宇宙望遠鏡の広視野カメラ3 (WFC3) で撮像された惑星状星雲NGC 6302（バタフライ星雲）。
- 散開星団NGC 6124。
- キットピーク国立天文台のビジターセンターロールオフルーフ天文台の16インチRCOS望遠鏡で撮影された、散光星雲IC 4628（えび星雲）と散開星団NGC 6231（北の宝石箱）。左上の赤い領域がIC 4628、右下の密集した星々がNGC 6231である。
- 散開星団NGC 6281。
- ESO ラ・シヤ天文台のMPG/ESO 2.2m望遠鏡の広視野イメージャーで撮像された画像と0.4メートル望遠鏡で60時間露光した画像から合成された散光星雲NGC 6334（猫の手星雲）。
- NASAのチャンドラX線天文台とドイツのROSATのX線データ（紫）と、NASAのスピッツァー宇宙望遠鏡の赤外線データ（オレンジ）、イギリスのUK赤外線望遠鏡 (UKIRT) の可視光データ（青）から合成された、散光星雲NGC 6357 の画像。
- ハッブル宇宙望遠鏡の WFC3 で撮像された球状星団NGC 6441。
- チリにあるESO パラナル天文台のVLTサーベイ望遠鏡（英語版）で撮像された散光星雲IC 4628（えび星雲）。

## 流星群
さそり座の名前を冠した流星群で、IAUの流星データセンター (IAU Meteor Data Center) で確定された流星群 (Established meteor showers) とされているものは1つもない。